# Reanna Solomon
Reanna Solomon (Meneng, 16 ottobre 1981 – Denigomodu, 4 luglio 2022) è stata una sollevatrice nauruana.

## Biografia
Fu la prima donna di Nauru - e a tutt'oggi è ancora l'unica - a vincere una medaglia d'oro ai Giochi del Commonwealth; ciò avvenne nell'edizione del 2002, quando lei sollevò 127,5 kg gareggiando nella categoria dei 75 kg femminili. Partecipò poi alle Olimpiadi del 2004.
Reanna Solomon è morta ad appena 40 anni nel 2022, per complicazioni da COVID-19. Prima di lei nessun nauruano era deceduto a causa della patologia virale. Era sposata e aveva cinque figli.